# 전력 MOSFET

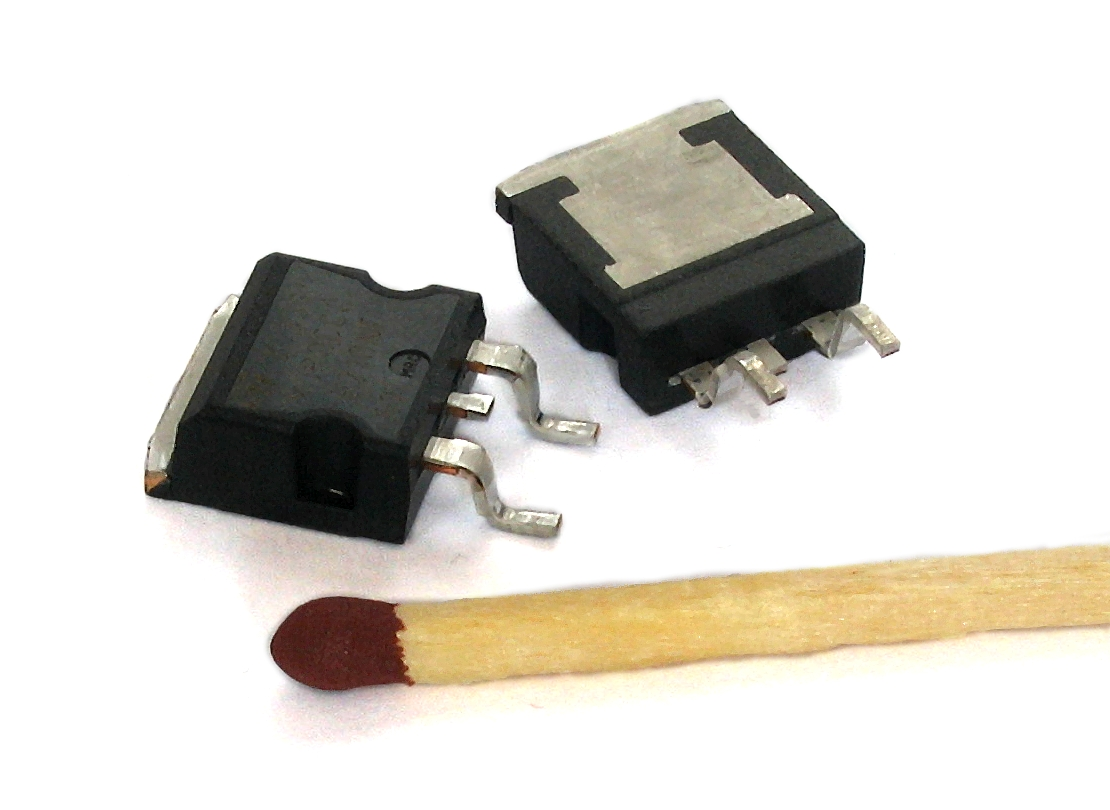
표면실장 패키지 D2PAK2의 두개의 전력 모스펫. 각각의 이 요소는 30 볼트의 차단전압과 120 암페어의 지속전류를 유지할 수 있다.

전력 모스펫(Power MOSFET)은 큰 전력을 처리하기 위해 설계된 금속 산화막 반도체 전계효과 트랜지스터 (MOSFET)의 특정 종류이다. 다른 전력 반도체 소자 (절연 게이트 양극성 트랜지스터 (IGBT), 사이리스터들에 비해 주요한 장점은 낮은 전압에서 통신 속도가 빠르고 효율이 좋다는 것이다. 이것은 절연 게이트 양극성 트랜지스터(IGBT)의 격리된 게이트와 공유되어 신호인가를 쉽게 한다.
이것은 시모스 기술이 발전함에 따라 제조가 가능했으며 1970년대 후반에 집적회로 제조가 개발되었다. 전력 모스펫은 저전력 중 하나인 측면 모스펫의 동작법칙을 공유한다.
전력 모스펫은 저전력 (대충 200 V 이하) 스위치로 가장 널리 사용된다. 이것은 대부분의 전원 공급장치, 직류-직류 변환기, 저전압 모터 제어기에서 찾아볼 수 있다.

## 기본 구조

그림 1: 기본 셀을 보여주는 수직확산된 모스의 단면도. 셀은 매우 작고 (수 마이크로미터에서 수십 마이크로미터의 폭) 전력 모스펫은 수천 개의 그것으로 구성되는 것을 알려 준다.

몇 가지 구조는 첫 번째 전력 모스펫이 발표되었을 때인 1980년대 초에 연구되었다. 그러나 대부분은 수직확산된 모스 (Vertical Diffused MOS, VDMOS) 구조 (이중확산된 모스 (double-diffused MOS)나 간단히 디모스 (DMOS)라고도 부른다)의 후원을 (적어도 지금까지는) 표기하였다.
수직확산된 모스의 단면도 (그림 1을 보세요)는 소자의 “수직성”을 보여준다: 소스 전극을 보여줄 수 있는 이것은 트랜지스터가 온상태일 때 전류 흐름이 주로 수직인 결과로 드레인에 배치된다. 수직확산된 모스에서 “확산”은 제조 공정을 뜻한다: P우물 (그림 1을 보세요)은 확산 공정에 의하여 얻어진다. (실제로 P와 P+ 영역을 얻는 이중 확산 공정이여서 이름이 이중확산이다.)
전력 모스펫은 측면 모스펫과 다른 구조이다. 즉, 모든 전력 소자와 전력 모스펫의 구조는 수직이고 평판이 아니다. 평판구조에서 전류와 항복전압 등급은 “실리콘 자산”의 비효율적 사용의 결과로 인한 채널 면적 (채널의 각각 폭과 길이)의 기능이다. 수직구조에서 트랜지스터의 전압등급은 도핑과 N에피택시막 (단면도 참조) 두께의 기능인 반면에 전류등급은 채널폭의 기능이다. 이것은 트랜지스터가 실리콘의 조밀한 덩어리 내부에서 높은 차단전압과 고전류를 유지하는 것이 가능하게 한다.
측면 구조가 존재하는 전력 모스펫이 없다는 것은 가치있다. 최고급 오디오 증폭기에 주로 사용된다. 장점은 포화영역 (접합형 트랜지스터의 선형영역과 일치함)에서 수직형 모스펫보다 좋은 특성이다. 수직형 모스펫은 스위칭 응용에 설계되어서 통과와 차단상태에만 사용된다.

## 온상태 특징

### 온상태 저항

그림 2: 온상태 저항에 모스펫의 다른부분의 기여.

전력 모스펫이 온상태 (동작상태의 논의는 금속 산화막 반도체 전계효과 트랜지스터를 보세요)일 때 드레인과 소스단자 사이에 저항적 동작을 나타낸다. 그림 2에서 보여줄 수 있는 이 저항 ("온상태에서 드레인-소스 저항"은 RDSon라고 불린다)은 많은 기본 기여의 합이다:
- RS는 소스 저항이다. 이것은 패키지의 소스터미널에서 모스펫의 채널사이의 모든 저항을 나타낸다: 전선 연결의 저항, 소스 금속의 저항, N+ 우물의 저항;
- Rch는 채널 저항이다. 이것은 채널폭에 정비례하고 주어진 다이 크기에서 채널밀도이다. 채널 저항은 저전압 모스펫의 RDSon에 주요한 기여중 하나이고 강력한 동작은 채널밀도를 증가시키기 위해서 셀 크기를 감소시키게 될 것이다;
- Ra는 "축적층" 저항이다. 이것은 게이트전극의 바로 아래에 있는 에피택시 구역의 저항을 나타내며 전류의 방향은 (채널의) 수평에서 (드레인 연결의) 수직으로 변경된다;
- RJFET는 위에 언급된 셀크기 감소의 나쁜 효과이다: P전이 (그림 1을 볼 것)은 전류흐름의 폭을 감소시키는 경향이 있는 기생 JFET 트랜지스터의 게이트를 형성한다.
- Rn는 에피택시막의 저항이다. 이막의 역할은 차단전압을 유지하는 것이며, Rn는 소자의 전압 등급과 직접적으로 관련된다. 고전압 모스펫은 저농도 도핑된 (즉 높은 저항) 두꺼운 막을 요구한다. 반면에 저전압 트랜지스터는 오직 고농도 도핑 수준 (즉 낮은 저항)의 박막을 요구한다. 그결과 Rn는 고전압 모스펫의 저항을 유발하는 주요한 요소이다.
- RD는 드레인에서 RS과 동등하다. 이것은 트랜지스터 기판 (그림 1에 있는 단면도인 모양은 척도가 아니고 바닥 N+막은 실제로 가장 두껍다)의 저항과 패키지 연결의 저항을 나타낸다.

### 항복전압/온상태 저항간의 상보관계 (trade-off)

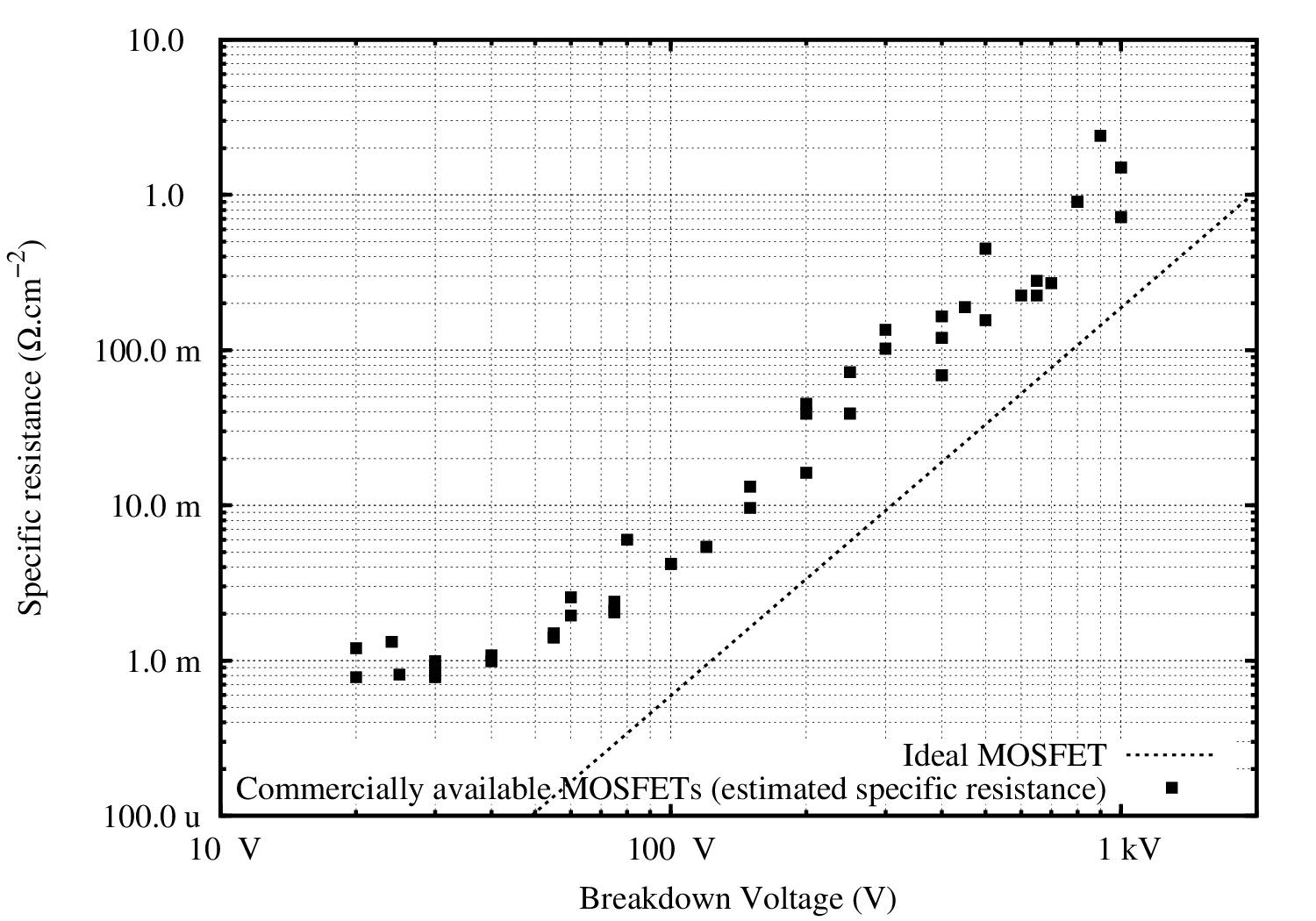
그림 3: 모스펫의 R_{DSon}는 전압등급에 따라서 증가한다.

차단상태일 때 전력 모스펫은 핀(PIN) 다이오드 (P + 확산층, N- 에피택시층, N+ 기판으로 구성됨)와 동등하다. 이런 비대칭형태의 구조에서 역바이어스가 인가될 때, 공간전하 영역은 약하게(lightly) 도핑된 면, 즉 N- 층에 더 길게 형성된다. 이것은 N- 층이 대부분의 모스펫의 차단상태 드레인-소스 전압을 견디는 것을 뜻한다.
그러나, 모스펫이 온상태일 때, N- 막은 별도의 기능을 수행하지 않는다. 더욱이 약하게(lightly) 도핑된 이 영역의 진성저항은 큰 값을 가지며 모스펫의 온상태 드레인-소스 저항 (RDSon)에 더해진다. (이것은 그림 2에 있는 Rn 저항이다.)
두 개의 주요 변수는 항복전압과 트랜지스터의 RDSon를 제어한다: 도핑수준과 N- 에피택시막의 두께이다. 두꺼운 막과 저농도 도핑수준은 항복전압을 크게 한다. 반대로 얇은 막과 고농도 도핑수준은 RDSon를 낮게 한다. (그러므로 더 낮은 모스펫의 유도손실임) 그러므로 그것은 모스펫의 설계에서 전압등급과 온상태 저항사이로 교환되는 것을 보여줄 수 있다. 이것은 그림 3의 그래프로 증명할 수 있다.

### 바디 다이오드
모스펫 동작원리가 단지 소스를 N+ 영역에 연결되는 것이 요구되더라도 소스 금속은 N+과 P전이를 연결한 그림 1에서 보일 수 있다. 그러나 이런경우에 N도핑된 소스와 드레인사이의 유동적인 P 영역의 결과일 것이여서 베이스가 연결되지 않은 NPN 트랜지스터와 동등하다. 확실한 조건에서 (드레인 고전류에서, 온상태 드레인-소스 전압이 특정전압일 때) 기생 NPN 트랜지스터는 트리거되어서 모스펫을 제어할 수 없게 만든다. 소스 금속화의 P전이의 연결은 에미터 (모스펫의 소스)의 기생 트랜지스터의 베이스를 합선하여 잘못된 레치를 방치한다.
그렇지만 이 해결책은 모스펫의 드레인 (캐소드)와 소스 (어노드)사이에 다이오드를 만들어서 한방향으로 전류를 차단할 수 있게 한다.

## 스위치 동작

그림 4: 전력 모스펫의 내부 전기 용량 위치.

전력 모스펫은 단극성(unipolar) 소자이기 때문에 양극성(bipolar) 소자와 같은 소수 캐리어의 제거가 불필요하며, 매우 빠른속도의 스위칭이 가능하다.
통신 속도에서 내부 제한은 모스펫의 내부 전기 용량 때문이다. (그림 4 참조) 이런 전기 용량은 트랜지스터가 전환할 때 반드시 충전하거나 방전되어야 한다. 이것은 상대적으로 느리게 처리할 수 있다. 왜냐하면 게이트 전기 용량을 통과하는 전류는 외부 인가회로에 의하여 제한되기 때문이다. 이 회로는 실제로 (전원회로가 낮은 인덕턴스라는 가정하에) 트랜지스터의 통신 속도를 제어한다.

### 전기 용량
모스펫 데이터시트에서 전기 용량은 종종 Ciss (입력 전기용량, 드레인과 소스단자 쇼트), Coss (출력 전기용량, 게이트와 소스 쇼트), Crss (역 전기 용량, 소스와 그라운드 쇼트)로 불린다. 이런 전기 용량와 설명과의 관계는 다음과 같다:
{\displaystyle {\begin{matrix}C_{iss}&=&C_{GS}+C_{GD}\\C_{oss}&=&C_{GD}+C_{DS}\\C_{rss}&=&C_{GD}\end{matrix}}}
여기서 CGS, CGD, CDS는 각각 게이트-소스, 게이트-드레인, 드레인-소스 전기용량이다. (아래를 보세요) 제조사는 Ciss, Coss, Crss 로 표기하는 것을 선호한다. 왜냐하면 트랜지스터에서 직접 측정할 수 있기 때문이다. 그러나 CGS, CGD, CDS같은 것들은 물리적 의미에 가깝고, 이 문서의 나머지부분에 사용될 것이다.

#### 게이트-소스 전기용량
CGS 전기용량은 CoxN+, CoxP, Coxm의 병렬연결로 구성된다. (그림 4를 보세요) N+과 P 영역은 고순도 도핑되어서, CoxN+, CoxP 전기용량은 상수처럼 고려할 수 있다. Coxm는 (폴리실리콘) 게이트와 (금속) 소스사이의 전기용량여서 또한 고정된다. 그러므로 CGS를 상수 전기용량처럼 고려하는 일반적인 관행, 즉 그 값은 트랜지스터 상태에 의존하지 않는다.

#### 게이트-드레인 전기용량
CGD 전기용량은 두개의 기본적인 전기용량의 연속에 연결된 것처럼 보일 수 있다. 첫 번째는 산화막 전기용량 (CoxD)이고, 게이트 전극, 이산화 실리콘과 N에피택시막의 위에 의하여 구성된다. 이것은 상수값이다. 두 번째 전기용량(CCDj)은 모스펫이 차단상태(차단 전압을 보세요)일 때 공간충전 영역의 확장에 의하여 발생된다. 그러므로 드레인-소스 전압에 의존한다. 수식에서 CGD의 값은 다음과 같다.
{\displaystyle C_{GD}={\frac {C_{oxD}\times C_{GDj}\left(V_{GD}\right)}{C_{oxD}+C_{GDj}\left(V_{GD}\right)}}}
공간 충전 영역의 폭은
{\displaystyle w_{GDj}={\sqrt {\frac {2\epsilon _{Si}V_{GD}}{qN}}}}
여기서 {\displaystyle \epsilon _{Si}}는 실리콘의 유전율, q는 전자 전하, N은 도핑 수준이다. CGDj의 값은 평면 축전기의 수식을 사용하여 근사할 수 있다.
{\displaystyle C_{DGj}=A_{GD}{\frac {\epsilon _{Si}}{w_{GDj}}}}
여기서 AGD는 게이트-드레인 중첩의 표면이다. 그러므로 이것은:
{\displaystyle C_{GDj}\left(V_{GD}\right)=A_{GD}{\sqrt {\frac {q\epsilon _{Si}N}{2V_{GD}}}}}
CGDj (과 그러므로 CGD)처럼 보일 수 있는 이것은 게이트-드레인 전압에 의존되는 값을 갖는 전기용량이다. 이 전압이 증가하면 전기용량은 감소한다. 모스펫이 온상태일 때, CGDj는 연결되어서 게이트-드레인 전기용량은 상수값인 CoxD와 동일하게 남는다.

#### 드레인-소스 전기용량
소스 금속화가 P우물을 겹치는 것처럼 (그림 1을 보세요), 드레인과 소스 단자는 PN 접합에 의하여 격리된다. 그러므로, CDS는 접합 전기용량이다. 이것은 비선형 전기용량이고 이것의 값은 CGDj의 동일한 방정식을 사용하여 계산할 수 있다.

### 다른 동적요소

동적요소 (축전기, 코일), 기생저항, 보디 다이오드를 포함한 전력 MOSFET의 등가회로.

#### 패키징 인덕턴스
동작하기 위해서, 모스펫은 대부분의 경우 (대체 기술이 개발되더라도) 전선 접속을 사용하여 외부회로와 연결되어야 한다. 이런 연결은 기생 인덕턴스를 나타내서 모스펫 기술을 경정하는 방법이 없지만 매우 중요한 효과이다. 왜냐하면 이것의 빠른 통신속도 때문이다. 기생 인덕턴스는 트랜지스터가 차단되는 동안에 전류상수와 생성된 초과전압을 유지하려는 경향이 있어서 증가된 통신손실을 발생시킨다.
기생 인덕턴스는 모스펫의 각단자와 연관될 수 있다. 이들은 서로 다른 효과를 낸다.
- 게이트 인덕턴스는 작은 인덕턴스 (수백 나노헨리 이하)를 갖는다. 왜냐하면 게이트의 전류변화는 상대적으로 느리기 때문이다. 그러나, 어떤 경우에 트랜지스터의 게이트 인덕턴스와 입력 전기용량은 진동자를 만들 수 있다. 이것은 (소자의 파괴를 부르는) 매우 빠른 통신손실을 야기하므로 최대한 피해야 한다. 일반적인 설계에서 기생 인덕턴스는 이현상을 방지하기에 충분히 작아야 한다;
- 드레인 인덕턴스는 모스펫이 턴온될 때 드레인 전압을 감소시키는 경향이 있어서, 턴온 손실을 감소시킨다. 그러나, 차단하는 동안에 초과전압을 생성시키는 것처럼, 차단손실을 증가시킨다;
- 소스 기생 인덕턴스는 드레인 인덕턴스와 동일한 동작을 지녔지만, 귀환 효과가 추가된다: 차단할때, 소스 인덕턴스의 교차전압은 VGS 값을 증가시키는 경향이 있고, 소스전압에서 게이트는 트랜치스터 턴온을 변경하게 만든다. 동일한 매커니즘은 턴온일 때 동작하고 모스펫을 차단하는 경향이 있다. 소스 인덕턴스는 통신을 마지막으로 길게 만들어서, 통신손실을 증가시킨다.

## 동작의 제한

### 게이트 산화막 항복
산화막 게이트는 매우 얇아서 (100 nm 이하), 제한전압을 유지할 수 있다. 데이터시트에서 제조사는 최대 게이트-소스 전압을 대략 20 V로 표시하고, 초과된 이 체한은 소자의 파괴를 발생시킬 수 있다. 그리고, 높은 게이트-소스 전압은 약간의 RDSon가 줄어드는 장점없이 모스펫의 수명을 상당히 감소시킨다.

### 안전동작 영역
전력 모스펫의 안정동작 영역은 초과할 수 없는 값에 의하여 제한된다.

#### 드레인-소스 저항
온상태에서 전력 모스펫은 저항기처럼 동작한다. 이것은 명백히 드레인 전류 수준에서 드레인-소스 전압은 이 저항기에 의하여 정의됨을 뜻한다.

#### 최대 드레인 전류
낮은 드레인-소스 전압에서 드레인 전류는 오직 전력 소실에 의하여 제한된다. 그러나, 고전압과 고전류가 동시에 걸리면 (이것은 "단락 회로"처럼 지칭되기도 함), "두 번째 항복"으로 알려진 현상은 발생된다. 그것은 (N소스 연결, P확산, N에피택시막으로 구성된) 기생 NPN 트랜지스터를 트리거링되게 하여, 모스펫을 불안정하게 한다.

## 기술

### 배치

#### 셀 구조

이 전력 모스펫은 네모 셀과 그물형 게이트를 지녔다.

이 모스펫의 게이트 배치는 병렬 줄무니로 구성된다.

위에서 말한 것처럼 전력 모스펫의 전류 전기용량은 채널폭에 의하여 제거된다. 채널폭은 아래에 보이는 교차영역의 세 번째 면적과 일치된다.
비용과 크기의 이익을 위해서 이것은 트랜지스터 다이 표면을 가능한 작게 유지시키기 위해서 중요하다. 그러므로 표면적에 의한 채널폭을 증가시키는 최적화 (즉, "채널농도"를 증가시킴)는 개발되었다. 그들은 주로 셀구조가 모스펫 다이의 전체면적을 반복하여 생성되어서 구성된다. 몇가지 모양은 이런 셀에 제한되었으며, 가장 인기있던것은 International Rectifier사의 "헥스펫" (HEXFET, 육각형 모양)이다.
채널농도를 증가시키는 다른방법은 기본구조의 간격을 감소시키는 것이다. 이것은 표면적에 의하여 더 많은 셀이 가능하여 더 많은 채널폭이 된다. 그러나 셀 크기 축소처럼, 이것은 모든셀의 확실한 접속을 보장하기 더

### 구조

#### P기판 전력 모스펫
P기판 모스펫 (종종 피모스를 가리킴)은 반대로 도핑된 형태 (그림 1의 교차영역에서 N대신에 P와 P대신에 N)의 모스펫이다. 이 모스펫은 P-에피택시를 지닌 P기판을 사용하여 만든다. N영역에 위치한 채널처럼 이 트랜지스터는 음의 게이트-소스 전압에 의하여 전환된다. 이것은 스위치 단자의 하나가 입력전압의 높은면으로 연결되어 버크 변환기를 적합하게 한다: 엔모스펫과 함께, 이 설정은 {\displaystyle V_{in}+V_{GS}}와 동일한 전압이 게이트에 인가되는게 요구된다. 반면에 {\displaystyle V_{in}}넘어서는 전압은 피모스펫을 요구하지 않는다.
이 종류 모스펫의 주요한 단점은 형편없는 온상태 성능이다: 전하 캐리어처럼 홀을 사용하여, 전자보다 매우 낮은 이동도를 갖는다. 저항력은 이동도와 직접 관련이 있어서, 주어진 피모스는 동일한 면적의 엔모스보다 3배 높은 {\displaystyle R_{DSon}}를 지니게 될 것이다.

#### 브이모스
이 구조는 첫 번째 상용 소자에 사용되었다.

#### 유모스

유모스 (UMOS)는 굴 게이트를 지녔다. 채널 수직을 만들어서 채널밀도를 증가시키려고 했다

이 전력 모스펫 구조에서, 게이트 전극은 실리콘에 굴모양으로 에치되어 묻혀있다. 이것은 수평채널이 된다. 구조의 주요한 장점은 제이펫 (JFET) 효과의 부재이다. 구조의 명칭은 굴의 U모양으로부터 나왔다.

#### 쿨모스
특별히 500 V를 넘는 전압에 어떤 제조사, 가장 알려진 인피니온 테크날러지는, 충전 보상 원리를 사용하기 시작했다. 그리하여 고전압 모스펫에 크게 기여처럼 에피택시막의 저항은 요소 >5에 의하여 감소할 수 있다.

## 같이 보기
- 금속 산화막 반도체 전계효과 트랜지스터
- 전력 반도체 소자
- 절연 게이트 양극성 트랜지스터
- 전력 전자공학

## 참조
- "전력 반도체 소자", B. 자욘트 발리거 (B. Jayant Baliga), PWS 출판사, 보스턴. ISBN 0-534-94098-6